# Victor-Adolphe Malte-Brun

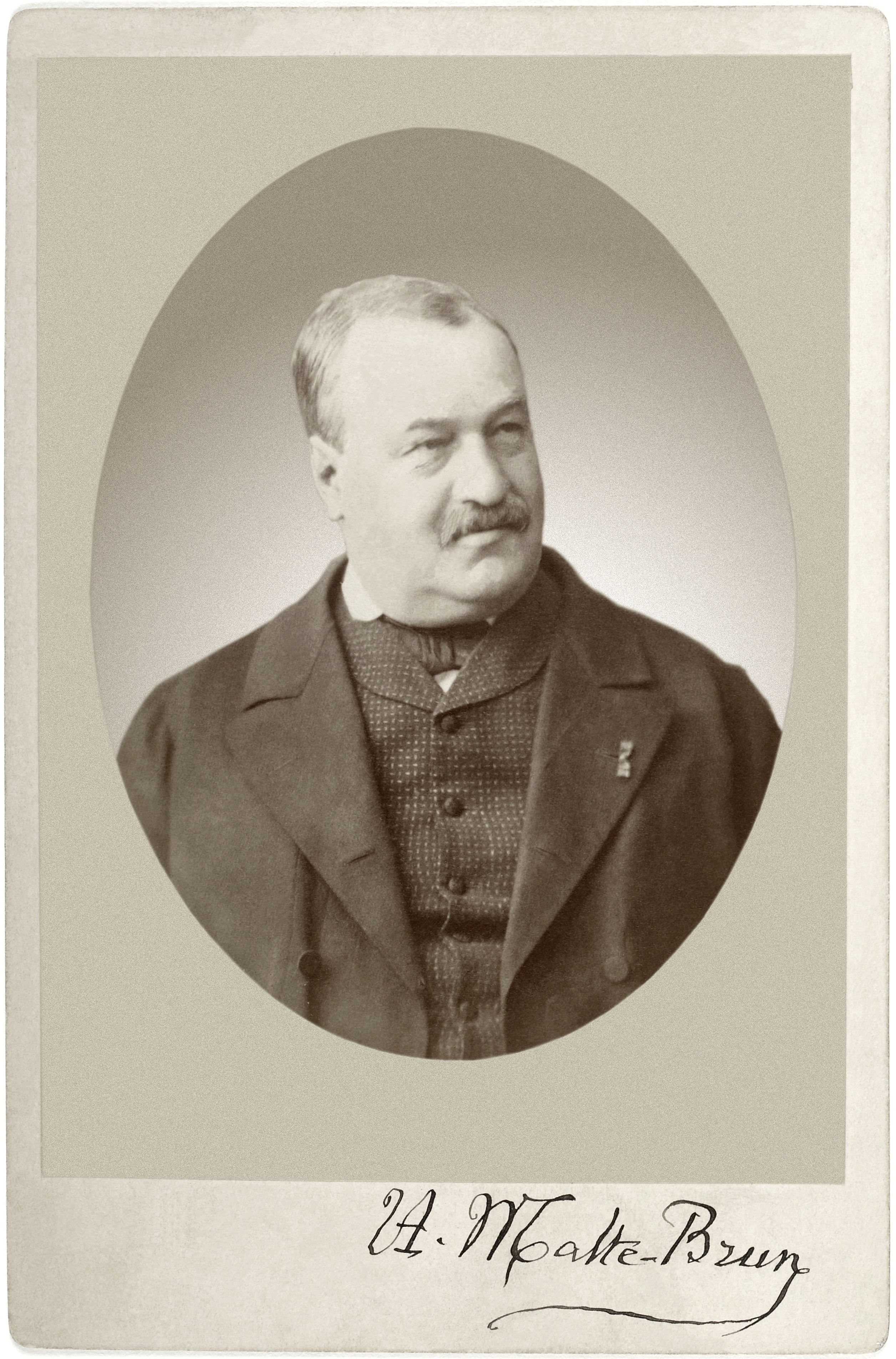

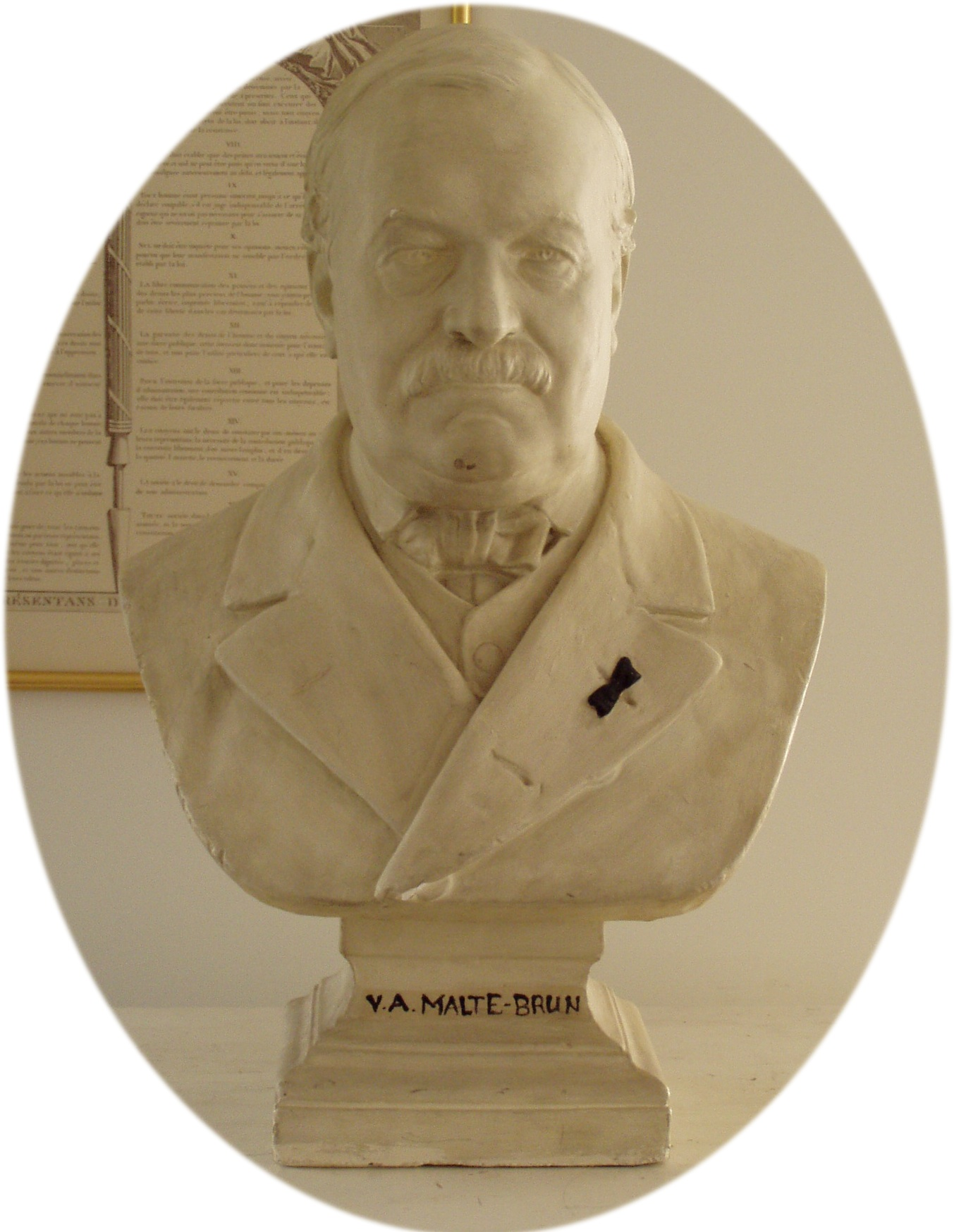
Büste von V.-A. Malte-Brun im Rathaus von Marcoussis

Victor-Adolphe Malte-Brun (* 25. November 1816 in Paris, Frankreich; † 13. Juli 1889 in Marcoussis, Frankreich) war ein französischer Geograf und Kartograf.
Victor-Adolphe Malte-Bruns Vater war der Gründer der Société de Géographie, der französische Geograf dänischer Herkunft Conrad Malte-Brun (eigentlich Malthe Conrad Bruun), den er schon im Alter von zehn Jahren verlor.
1851 wurde Malte-Brun Mitglied der Société de Géographie und stieg schnell zu deren Generalsekretär auf.
Er liegt auf dem Pariser Cimetière Montparnasse begraben.

## Ehrungen
- Die Straße, in der er in Marcoussis gewohnt hatte, wurde nach ihm Rue Malte-Brun benannt.
- Der Malte Brun, ein Berg in Neuseeland, ist nach ihm oder seinem Vater benannt.

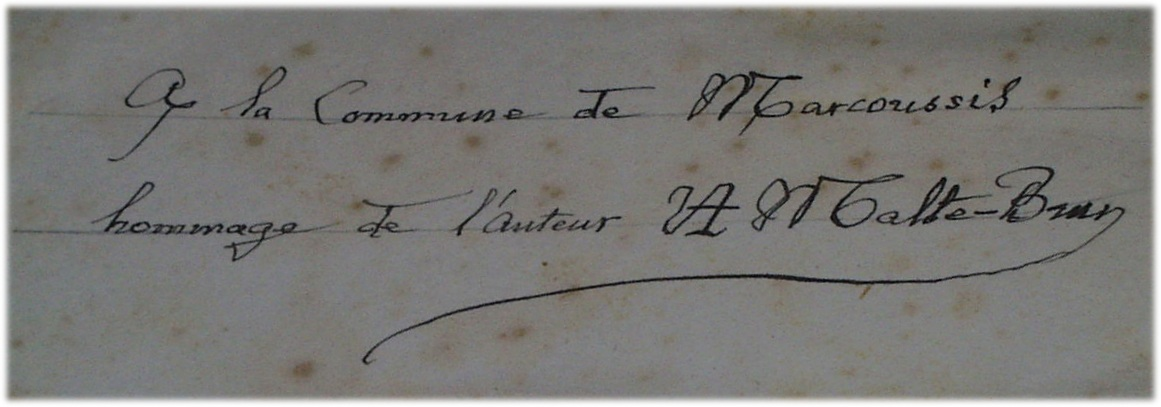
Widmung Malte-Bruns für Marcoussis in seinem Buch über dessen Geschichte

## Bibliografie (Auszug)
- Histoire de Marcoussis („Geschichte von Marcoussis“; 1867)
- La France illustrée („Frankreich in Bildern“; zwei Bände und ein Atlas 1853; Bände I und V und ein Atlas 1882; Éditions Rouff)
- L'Allemagne illustrée („Deutschland in Bildern“; fünf Bände 1885–1888; Éditions Rouff)
- Les jeunes voyageurs en France ou Description pittoresque du sol et des curiosités de ce pays („Die jungen Reisenden in Frankreich oder Malerische Beschreibung des Bodens und der Merkwürdigkeiten des Landes“; 1841)